# 엔포스 600
엔포스 600(nForce 600) 칩셋은 2006년 11월 8일 지포스 8 시리즈 출시와 동시에 2006년 11월 상반기에 출시되었다. 엔포스 600은 인텔의 LGA 775 소켓과 AMD의 AMD 쿼드 FX 플랫폼을 지원하며 엔포스 500 시리즈를 대체한다.

## AMD 칩셋

### nForce 680a SLI
AMD가 제안한 AMD 쿼드 FX 플랫폼을 위해 특별히 제작되었으며, 단일 칩셋에서 작동하는 총 2개의 CPU와 여러 그래픽 카드 구성(SLI)을 제공한다.
- AMD 듀얼 듀얼 코어 소켓 F
- 고성능 멀티-GPU 세그먼트
- 하이퍼트랜스포트 2.0 지원
- 2개의 엔포스 570 SLI MCP와 동일한 미디어 및 통신 프로세서(MCP)인 노스브리지[1]가 각각 x16 및 x8 PCI 익스프레스 레인과 총 28개의 PCI-E 레인을 제공한다.
- 총 4개의 PCI 익스프레스 x16 슬롯
  - x16 슬롯 중 두 개는 x8 PCI-E 레인 대역폭을 받는다
- 추가 PCI-E 슬롯 지원 (PCI-E x8/x4/x1 슬롯)
- 총 56개의 PCI-E 레인 지원
- PCI 슬롯
- 최대 4개의 비등록 DDR2 DIMM 모듈 지원
- EPP 메모리 지원
- 최대 12개의 SATA 하드디스크 지원
- RAID 구성 지원:
  - RAID 1
  - RAID 0+1
  - RAID 5
  - JBOD
- 4개의 온보드 기가비트 이더넷 포트
- NVIDIA FirstPacket 기술
- 최대 20개의 USB 2.0 포트 지원
- 예상 가격 US$ 200 이상

### nForce 630a
- 소켓 939/소켓 AM2/소켓 AM3 프로세서
- 메인스트림 IGP 세그먼트
- MCP61P 노스브리지, IGP는 지포스 7050으로 이름 변경[2]
- 옵션 HDMI 출력을 위한 sDVO 연결
- DVI, TV-출력
- 1개의 PCI 익스프레스 x16 슬롯
- 추가 PCIe x1 및 PCI 슬롯
- 고음질 오디오 (Azalia 오디오)
- 10개의 USB 2.0 포트
- RAID가 있는 4개의 SATA 3.0 Gbit/s 포트
- 기가비트 이더넷

## 인텔 칩셋

### nForce 680i SLI
엔비디아 엔포스 680i SLI 시스템 플랫폼 프로세서(SPP) 및 미디어 통신 프로세서(MCP)는 엔포스 600 시리즈에서 인텔 사용자들을 위한 최고급 마더보드이다.
- 쿼드 코어 CPU 및 1333 MHz 프론트 사이드 버스 지원
- EPP가 있는 1200 MHz SLI-Ready 메모리 지원
- 최대 46개의 PCI 익스프레스 (PCIe) 레인 지원
- 최대 10개의 USB 2.0 포트 지원
- 6개의 3 Gbit/s SATA 및 2개의 PATA 드라이브 지원, SATA와 PATA를 어떤 조합으로든 연결하여 RAID 0, 1, 5, 또는 0+1 구성 가능
- 쉬운 오버클럭 및 타이밍 구성을 위한 도구인 엔비디아 nTune
- HDA (Azalia) 오디오
- 듀얼 온보드 기가비트 이더넷
- 엔비디아 FirstPacket 및 DualNet

### nForce 680i LT SLI
- 쿼드 코어 CPU 및 1333 MHz 프론트 사이드 버스 지원
- EPP가 있는 800 MHz SLI-Ready 메모리 지원
- 최대 46개의 PCI 익스프레스 (PCIe) 레인 지원
- 최대 10개의 USB 2.0 포트 지원
- 6개의 3 Gbit/s SATA 및 2개의 PATA 드라이브 지원, SATA와 PATA를 어떤 조합으로든 연결하여 RAID 0, 1, 5, 또는 0+1 구성 가능
- 쉬운 오버클럭 및 타이밍 구성을 위한 도구인 엔비디아 nTune
- HDA (Azalia) 오디오
- 단일 온보드 기가비트 이더넷
- 엔비디아 FirstPacket 및 DualNet

### nForce 650i SLI
- 인텔 LGA 775
- 성능/메인스트림 듀얼-GPU 세그먼트
- 예상 가격 US$150 이하

### nForce 650i Ultra
- 인텔 LGA 775
- 성능/메인스트림 싱글-GPU 세그먼트
- 예상 가격 US$150 이하

### nForce 630i
- 인텔 LGA 775
- IGP[3]
- 단일 채널 DDR2 SDRAM 메모리
- 비디오 출력: HDMI, HDCP가 있는 DVI 및 D-Sub
- 밸류 IGP 세그먼트
- 퓨어비디오 없음

## nForce 680i SLI 핫픽스
엔비디아는 2006년 12월 말에 680i SLI 마더보드용으로 NV121906이라는 핫픽스를 발표했다. 이 핫픽스는 사용자들이 nForce 680i 마더보드에서 시리얼 ATA 디스크 드라이브와의 연결 끊김 또는 쓰기 오류 문제를 보고했기 때문에 출시되었다. 이 업데이트는 특히 SATA 디스크 드라이브 및 시스템 불안정성을 위한 것이다. 시스템 불안정성은 다음과 같은 방식으로 관찰된다 (전체 목록은 아님):
- 무작위 애플리케이션 종료
- 손상된 부팅 드라이브
- BSOD (블루 스크린 오브 데스)
- 손상된 데이터

이를 해결하기 위해 일부 엔비디아 nForce 680i SLI 기반 마더보드에 BIOS 업데이트가 출시되어 이러한 증상을 제거했다. 영향을 받는 마더보드는 다음과 같다:
- EVGA nForce 680i SLI
- BFG nForce 680i SLI[5]
- 바이오스타 TF680i SLI Deluxe
- ECS PN2-SLI2+

이 업데이트는 시스템 안정성을 개선하고 이 핫픽스가 필요한 시스템에서 SATA 디스크 드라이브와 관련된 향후 안정성 문제를 방지할 것으로 예상된다. 엔비디아는 모든 고객이 문제 발생 여부와 관계없이 nForce 680i 기반 마더보드에서 지원하는 최신 BIOS 개정판으로 마더보드를 업그레이드할 것을 강력히 권장했다. 또한 엔비디아는 이 업그레이드가 사용자의 현재 컴퓨터 설정을 유지할 것이라고 밝혔다.

## 같이 보기
- 엔비디아 칩셋 비교